# تاکاشیما شوهان
تاکاشیما شوهان (به ژاپنی: 高島秋帆 Takashima Shūhan); ۲۴ سپتامبر ۱۷۹۸ – ۲۸ فوریهٔ ۱۸۶۶) یک سامورایی و مهندس ارتش اهل ژاپن بود.